# Günther Flißikowski

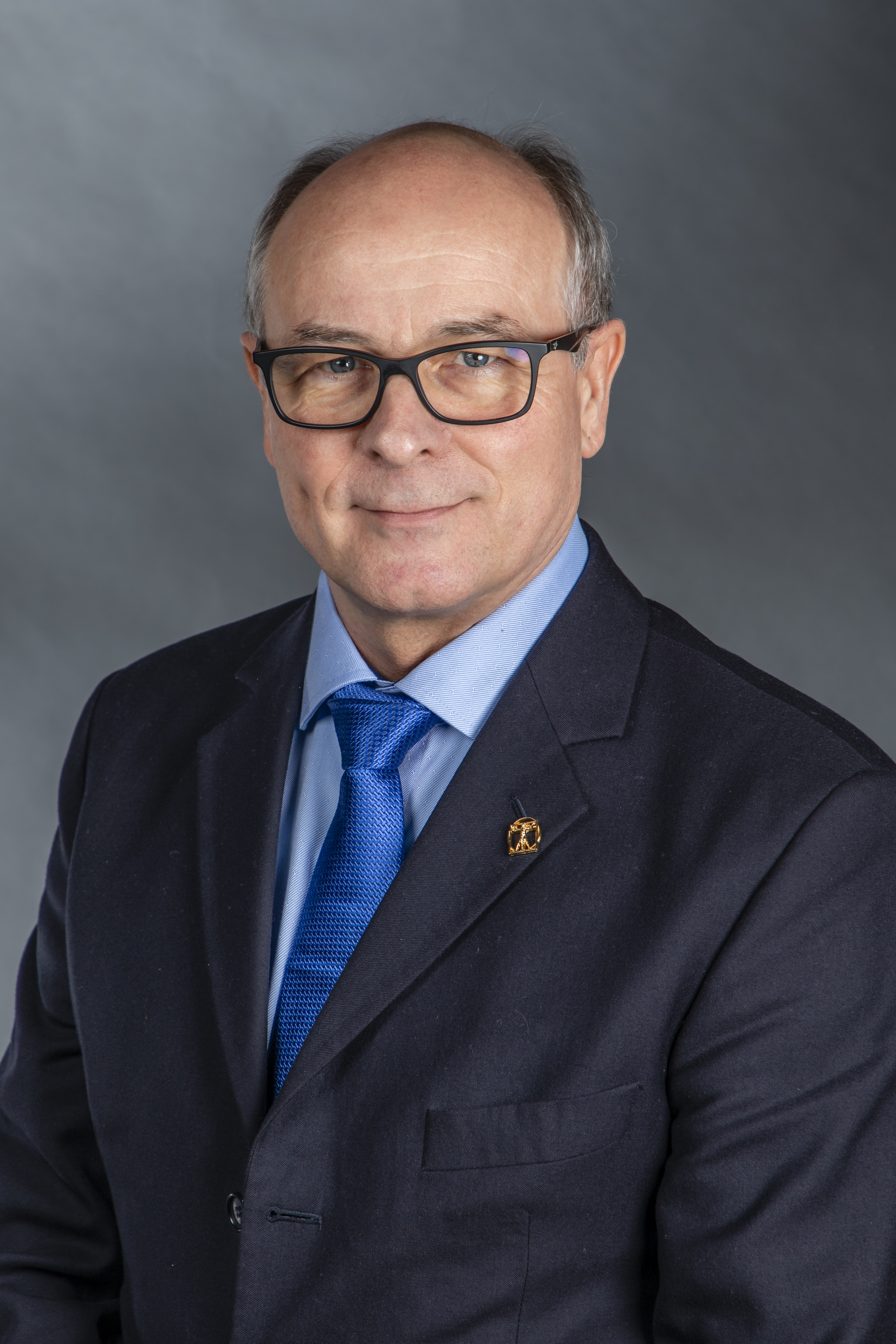
Günther Flißikowski (2019)

Günther Flißikowski (* 9. Mai 1960 in Bremerhaven) ist ein deutscher Politiker der CDU. Er war von 2019 bis 2023 Mitglied der Bremischen Bürgerschaft.

## Biografie

### Ausbildung und Beruf
Flißikowski absolvierte nach dem Abitur eine Berufsausbildung zum Polizeivollzugsbeamten bei der Bereitschaftspolizei Bremen. 1983 wechsel er zur Ortspolizeibehörde Bremerhaven und 2006  zur Kriminalpolizei und ist seit 2009 als Kriminaloberkommissar Sachbearbeiter im Betrugssachgebiet.

Er ist stellvertretender Landesvorsitzender der Deutschen Polizeigewerkschaft (DPolG) im dbb, Landesverband Bremen.
Er ist verheiratet und hat drei Kinder.

### Politik
Flißikowski war von 2019 bis 2023 Abgeordneter in der Bürgerschaft Bremen. Hier war er Mitglied im Petitionsausschuss des Landes, im Rechnungsprüfungsausschuss und in der Deputation für Kinder und Bildung.

### Weiterer Mitgliedschaften
- Stellvertretender Landesvorsitzender DPolG Bremen
- Mitglied im Gesamtpersonalrat des Magistrats Bremerhaven
- Mitglied im Personalrat der Ortspolizeibehörde Bremerhaven
- Referent für Öffentlichkeitsarbeit im Olympischen Sportclub Bremerhaven